# Runcinia
Runcinia es un género de arañas cangrejo del orden Araneae. Fue descrito por Eugène Simon en 1875.

## Especies
- Runcinia acuminata (Thorell, 1881)
- Runcinia aethiops (Simon, 1901)
- Runcinia albida (Marx, 1893)
- Runcinia bifrons (Simon, 1895)
- Runcinia carae Dippenaar-Schoeman, 1983
- Runcinia caudata Schenkel, 1963
- Runcinia depressa Simon, 1906
- Runcinia disticta Thorell, 1891
- Runcinia dubia Caporiacco, 1940
- Runcinia erythrina Jézéquel, 1964
- Runcinia escheri Reimoser, 1934
- Runcinia flavida (Simon, 1881)
- Runcinia ghorpadei Tikader, 1980
- Runcinia grammica (C. L. Koch, 1837)
- Runcinia insecta (L. Koch, 1875)
- Runcinia johnstoni Lessert, 1919
- Runcinia khandari Gajbe, 2004
- Runcinia kinbergi Thorell, 1891
- Runcinia longipes Strand, 1906
- Runcinia manicata Thorell, 1895
- Runcinia multilineata Roewer, 1961
- Runcinia oculifrons Strand, 1907
- Runcinia plana Simon, 1895
- Runcinia roonwali Tikader, 1965
- Runcinia sitadongri Gajbe, 2004
- Runcinia soeensis Schenkel, 1944
- Runcinia spinulosa (O. Pickard-Cambridge, 1885)
- Runcinia tarabayevi Marusik y Logunov, 1990
- Runcinia tropica Simon, 1907
- Runcinia yogeshi Gajbe y Gajbe, 2001

#### Sinonimia
- Runcinia advecticia (Simon, 1909, T from Plancinus) = Runcinia insecta (L. Koch, 1875)
- Runcinia affinis Simon, 1897 = Runcinia insecta (L. Koch, 1875)
- Runcinia albostriata Bösenberg y Strand, 1906 = Runcinia insecta (L. Koch, 1875)
- Runcinia annamita Simon, 1903 = Runcinia insecta (L. Koch, 1875)
- Runcinia cataracta Lawrence, 1927 = Runcinia insecta (L. Koch, 1875)
- Runcinia cerina (C. L. Koch, 1845) = Runcinia grammica (C. L. Koch, 1837)
- Runcinia chauhani Sen y Basu, 1972 = Runcinia insecta (L. Koch, 1875)
- Runcinia cherapunjea (Tikader, 1966, T from Thomisus) = Runcinia insecta (L. Koch, 1875)
- Runcinia littorina Lawrence, 1942 = Runcinia flavida (Simon, 1881)
- Runcinia proxima Lessert, 1919 = Runcinia flavida (Simon, 1881)
- Runcinia proxima Millot, 1941 = Runcinia flavida (Simon, 1881)
- Runcinia sangasanga Barrion y Litsinger, 1995 = Runcinia insecta (L. Koch, 1875)
- Runcinia sjostedti Lessert, 1919 = Runcinia johnstoni Lessert, 1919